# Willa Zygmunta Krotoszyńskiego
Willa Zygmunta Krotoszyńskiego – willa położona przy ulicy Rewolucji 1905 r. 65 w Łodzi.

## Historia
Budynek został zbudowany w latach 1923-1925 według planu architektonicznego Wiesława Lisowskiego. Pierwszym właścicielem był Zygmunt Krotoszyński. Willa pozostawała w rękach rodziny Krotoszyńskich aż do 22 grudnia 1948 roku, kiedy została sprzedana Feliksowi i Helenie Aszykom. Rok po tym w budynku umieszczono placówkę szkoły PZPR, a następnie internat. W późniejszym czasie znajdował się tutaj również sąd rejonowy oraz przychodnia zdrowia. Aktualnie willa pozostaje w rękach prywatnego właściciela. 

## Architektura
Od strony wschodniej budynek przylega do willi Karola Reisfelda.